# Toshirō Suga
Toshirō Suga (Tokyo, 22 agosto 1950) è un artista marziale giapponese. Attualmente detiene il VII dan Aikikai.
Ha frequentato molti maestri di Aikido, tra cui Morihei Ueshiba, Morihiro Saitō e Nobuyoshi Tamura. Ha insegnato per alcuni anni all'esercito canadese tecniche di combattimento con la baionetta. Prende parte a numerosi seminari e stage internazionali.
Ebbe una breve carriera cinematografica, in parte grazie ad uno dei suoi allievi, Michael G. Wilson. La sua interpretazione più famosa fu quella di Chang nel film di James Bond Agente 007 - Moonraker - Operazione spazio (1979).
Attualmente vive a Parigi.

## Arti marziali
Toshirō Suga iniziò a praticare Judo a quindici anni nel dojo della polizia di Tokyo. A diciassette anni (1968), su suggerimento di suo padre, cominciò la pratica dell'Aikido all'Aikikai Hombu Dojo di Tokyo. Nell'anno e mezzo seguente, ricevette l'insegnamento quotidiano di Morihei Ueshiba durante il corso delle 15:00 di Sadateru Arikawa sensei.
Frequentò anche i corsi giornalieri di Mitsugi Saotome, Akira Tohei, Yasuo Kobayashi, Tohei Koichi, Kisshōmaru Ueshiba e Morihiro Saito.
Toshirō Suga arrivò in Francia durante l'estate del 1971 per proseguire i suoi studi artistici ed incontrò Nobuyoshi Tamura sensei, con cui proseguì la pratica dell'Aikido.
Ora è incaricato dell'insegnamento (Chargé d'Enseignement National) per conto dell'FFAB, ed è settimo dan. È il responsabile tecnico dell'Aikikai per l'area balcanica.
Insegna per tutto l'anno, nel suo dojo e in numerosi seminari in tutto il mondo.

## Insegnamento dell'Aikido in Francia
- Dal 1980 al 1985 gestì il suo primo corso come insegnante a Saint-Brieuc : Club de Saint Brieuc
- Dal 1985 al 1989 si recò in Canada dove insegnò Aikido all'esercito
- Dal 1989 al 2002 insegnò a Brest : Dojo Shobukan de Brest
- Dal 2002: Aïkido club Boisséen &

## Film
Recitazione
- Moonraker, Lewis Gilbert, 1979 : Chang
- Tout dépend des filles..., Pierre Fabre, 1980 : Takashi
- Le Bouffon (TV), Guy Jorré, 1981 : il Giapponese
- Charlots connection, Jean Couturier, 1984

## DVD sull'Aikido
- Ken, les racines de l'aïkido Archiviato il 4 maggio 2009 in Internet Archive., 2006
- Jo, le pilier de l'aïkido, su masamune-store.com. URL consultato il 31 gennaio 2012 (archiviato dall'url originale il 22 maggio 2009).
- Les Fondements de l'aïkido, su masamune-store.com. URL consultato il 31 gennaio 2012 (archiviato dall'url originale il 7 novembre 2009).